# Jac. van den Burg
Jac. van den Burg, roepnaam Koos, (Den Haag, 4 juni 1875 – San Francisco, 30 november 1946) was een violist en dirigent.

## Achtergrond
Hij werd geboren binnen het gezin van koetsier Wilhelmus Gregorius Hendricus van der Burg en Johanna Maria Magdalena Zijdenbos. Hij was getrouwd met Sophia Gesina van Kempen. Zoon William van den Burg was tweede dirigent en solocellist van het San Francisco Symphony, zoon Jac. speelde altviool in dat orkest. Dochter Nini van den Burg was violiste en getrouwd met Joseph Coppin, beiden werkzaam in het Municipal Orchestra van Sacramento, waarvan Willem (William) ook even dirigent was.

## Muziek
Hij kreeg zijn muziekopleiding aan het Haags Conservatorium, later nog van Anton Witek. Hij begon met spelen bij de Haagse Fransche Opera en in de zomer maakte hij concertreizen. Hij speelde enige jaren in het Residentieorkest. In 1909 wendde hij zich tot lesgeven en het spelen van kamermuziek (Haags strijkkwartet). In 1921 zat op het podium een strijkkwartet van Jac. Van den Burg, mejuffrouw Hans van den Burg (viool, dochter van Jacobus), Huib van den Burg (altviool, zoon van Jacobus) en Corry van Batenburg (cello). In 1924 was hij solist in de programma van het Residentieorkest onder leiding van Peter van Anrooy in de Stadsgehoorzaal te Leiden. Hij was tevens leider van het Haagse koor Euterpe, belangeloos dirigent van het amateurorkest met die naam. Toen hij bij dat orkest vertrok werd hij opgevolgd door Sam Swaap. Voorts was hij hoofdleraar viool aan de Leidse Muziekschool van Toonkunst. In 1937 vertrok hij naar de Verenigde Staten.
Het verhaal gaat dat hij tijdens een ziekenhuisopname in 1935/1936 liggend viool bleef studeren.